# ذكاء ثقافي
الذكاء الثقافي أو الحاصل الثقافي (CQ) هو مصطلح صاغه كريستوفر إيرلي الأستاذ في كلية لندن للأعمال وسون آنج الأستاذ في كلية نانيانغ للأعمال في كتابهما المدرسي الذكاء الثقافي: التفاعلات الفردية عبر الثقافات، يشير الذكاء الثقافي إلى قدرة الفرد على التكيف بفعالية عند التفاعل مع أشخاص من خلفيات ثقافية متنوعة، وتشمل أبعادًا مختلفة بما في ذلك الجوانب السلوكية والتحفيزية وما وراء المعرفية.

## اقرأ أيضا
- ذكاء عاطفي
- ذكاء اجتماعي